# لويد جونز ميلز
لويد جونز ميلز (بالإنجليزية: Lloyd Jones Mills)‏ هو ضابط أمريكي، ولد في 3 يوليو 1917 في روك سبرينغز في الولايات المتحدة، وتوفي في 30 يوليو 1942 في جزر ألوتيان في الولايات المتحدة.